# International Emmy Awards 2017
La cerimonia della 45ª edizione dei International Emmy Awards (45th International Emmy Awards) si è tenuta il 20 novembre 2017 all'Hilton Hotel di New York.
La cerimonia era dedicata ai migliori prodotti televisivi internazionali distribuiti nel corso del 2016.
La cerimonia è stata preceduta dai riconoscimenti riservati ai programmi d'informazione giornalistica (International Emmy News Award), assegnati durante i News & Documentary Emmy Awards nel mese di settembre, mentre altri premi dedicati alla programmazione per i più piccoli (International Emmy Kids Award) sono stati assegnati nell'aprile del 2018 al MIPTV di Cannes.

## International Emmy Awards
Segue l'elenco delle categorie premiate con i rispettivi candidati; i vincitori sono indicati in cima all'elenco di ciascuna categoria.

### Programmi televisivi

#### Miglior serie drammatica
- Mammon II – Norvegia
  - Justiça – Brasile
  - Moribito: Guardian of the Spirit – Giappone
  - Wanted – Australia

#### Miglior serie commedia
- Alan Partridge's Scissored Isle – Regno Unito
  - Callboys – Belgio
  - Rakugo The Movie – Giappone
  - Tá No Ar: a TV na TV – Brasile

#### Miglior telenovela
- Kara Sevda – Turchia
  - 30 Vies - Isabelle Cousineau – Canada
  - Totalmente Demais – Brasile
  - Velho Chico  – Brasile

#### Miglior film o miniserie
- Don't Leave Me – Francia
  - Alemão: Os Dois Lados do Complexo – Brasile
  - Reg – Regno Unito
  - Tokyo Trial – Giappone

#### Miglior programma artistico
- Hip-Hop Evolution – Canada
  - Never-Ending Man: Hayao Miyazaki – Giappone
  - Portátil – Brasile
  - Robin de Puy - Ik ben het allemaal zelf – Paesi Bassi

#### Miglior documentario
- EXODUS: Our Journey to Europe – Regno Unito
  - The Phone of the Wind: Whispers to Lost Families – Giappone
  - Le Studio de la Terreur – Francia
  - Tempestad – Messico

#### Miglior programma non sceneggiato
- Sorry Voor Alles – Belgio
  - Escuela para Maridos Colombia – Colombia
  - Super Fan – Thailandia
  - Taskmaster  – Regno Unito

#### Miglior programma corto
- The Braun Family – Germania
  - Ahi Afuera – Argentina
  - The Amazing Gayl Pile – Canada
  - Crime Time – Brasile

#### Miglior programma statunitense non in inglese
- Sr. Ávila
  - Hasta Que Te Conocí
  - La Voz Kids
  - Odisea de los Niños Migrantes

### Recitazione

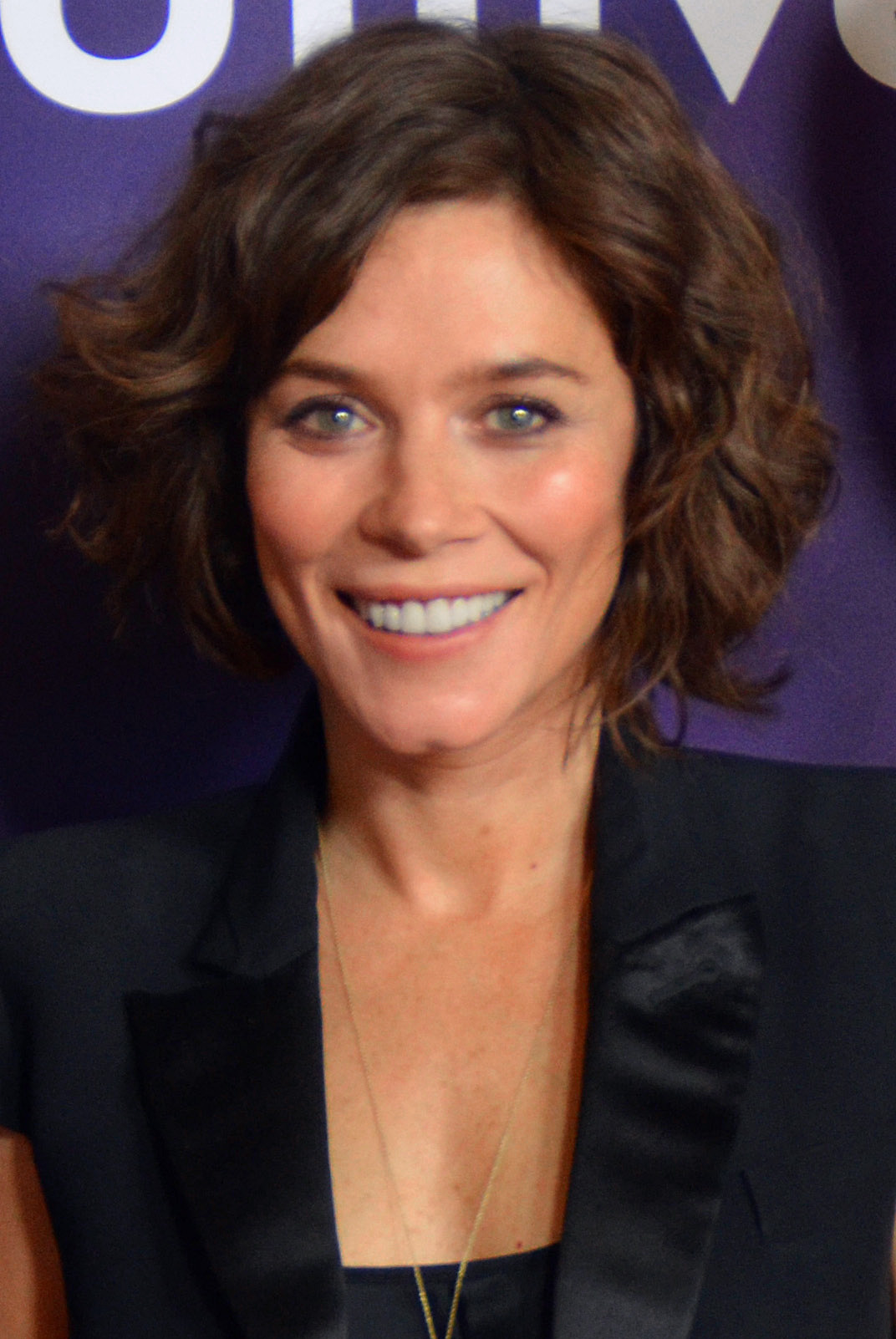
Anna Friel, miglior attrice

#### Miglior attore
- Kenneth Branagh, per la sua interpretazione in Wallander – Regno Unito
  - Julio Andrade, per la sua interpretazione in Um Contra Todos – Brasile
  - Zanjoe Marudo, per la sua interpretazione in Maalaala Mo Kaya – Filippine
  - Kad Merad, per la sua interpretazione in Baron Noir – Francia

#### Miglior attrice
- Anna Friel, per la sua interpretazione in Marcella – Regno Unito
  - Adriana Esteves, per la sua interpretazione in Justiça – Brasile
  - Sonja Gerhardt, per la sua interpretazione in Ku'damm 56 – Germania
  - Thuso Mbedu, per la sua interpretazione in Is'thunzi – Sudafrica

## International Emmy News Award
Di seguito le categorie riservate ai programmi internazionali premiate durante la cerimonia dei News & Documentary Emmy Awards il 5 ottobre 2017 a New York.
- Categoria News: Inside Aleppo - Battle for Aleppo (Channel 4 News/ITN) – Regno Unito
- Categoria Attualità:Exposure: Saudi Arabia Uncovered (Hardcash Productions/ITV/WGBH/Frontline) – Regno Unito

## International Emmy Kids Award
Le candidature della 6ª edizione degli International Emmy Kids Award sono state annunciate il 16 ottobre 2017 al MIPCOM di Cannes.
I premi sono stati poi assegnati il 10 aprile 2018 al MIPTV ospitato dalla stessa città francese.
- Miglior programma per la fascia prescolare: La Cabane à Histoires – Francia
- Miglior programma d'animazione: Revolting Rhymes – Regno Unito
- Miglior programma digitale: Jenter – Norvegia
- Miglior programma factual:  Berlin und Wir – Germania
- Miglior programma non sceneggiato: Snapshots – Canada
- Miglior serie televisiva: Club der Roten Baender – Germania
- Miglior film o miniserie televisiva: Hank Zipzer's Christmas Catastrophe – Regno Unito